# Etude House
Etude House là một thương hiệu mỹ phẩm của Hàn Quốc thuộc Tập đoàn mỹ phẩm AmorePacific. Tên gọi 'Etude' bắt nguồn từ các bài học về piano của Frederic Chopin. Etude chỉ có nghĩa đơn giản là học trong tiếng Pháp.

## Lịch sử
Công ty được thành lập năm 1966 và được đổi tên thành Tập đoàn Oscar năm 1985. Năm1990, được hợp nhất với Tập đoàn AmorePacific. Sau này được đổi tên thành Tập đoàn Etude và năm 1997.
Etude House Seoul được thành lập năm 2005. Cửa hàng thứ 100 được mở năm 2007 và cửa hàng thứ 200 năm 2009.
Năm 2009, Etude House mở các cửa hàng tại Đài Loan, Singapore và Philippines đồng thời mở các của hàng ở Brunei và Myanmar năm 2010. Cửa hàn thứ!00 tại nước ngoài cũng được mở vào cùng năm
Cửa hàng đầu tiên của Etude House tại Nhật Bản  là vào năm 2011.

## Người mẫu đại diện
Etude House từng mời Jun Ji-hyun làm người mẫu từ năm 1999 đến 2000. S.E.S được thay thế và quảng cáo từ 2000 đến 2001. Song Hye-kyo trở thành người mẫu của Etude House năm 2001 và quảng cáo cho hãng đến năm 2006. Jang Geun-suk và Go Ara làm người mẫu cho thương hiệu từ năm 2006 tới 2008. Yoo Seung-ho từng là người mẫu từ 2009 tới 2010.
Tháng 3 năm 2009, Lee Min Ho và Park Shin-hye được chọn làm đại diện mới của Etude House.
Ngày 14 tháng 4 năm 2010, 2NE1 trở thành người mẫu cho Etude House.
Ngày 25 tháng 10 năm 2011, SHINee tham gia quảng bá cho Etude House.
Ngày 4 tháng 1 năm 2013, thành viên của f(x) là Sulli và Krystal tham gia đóng quảng cáo cùng SHINee và trở thành người mẫu của Etude House.